# Maletius (Familie)
Maletius (Varianten: Malecius, Malecki, Maletzki, Meletius, Menecius, Miletius) ist der Name einer ostpreußischen Familie.

## Familie
Der erste nachweisbare Namensträger dieser Familie ist Johannes Maletius, der aus der Nähe von Krakau im September 1536 nach Ostpreußen, damals noch unter dem Namen Sandecki (nach seinem Heimatort), eingewandert ist. Mit der Verleihung eines Gutes am 16. Oktober 1544 durch Herzog Albrecht erlangte er Grundbesitz und änderte in der darauf folgenden Zeit seinen Namen von Sandecki zu Malecki, dessen latinisierte Form Maletius ist und den seitdem alle seine Nachkommen trugen. Johannes Maletius ist der Stammvater einer großen ostpreußischen Pfarrer- und Beamtenfamilie (vor allem Förster und Lehrer), die vielfach mit anderen Pfarrerfamilien verschwägert ist. Bis heute sind weit über 1000 Nachkommen bekannt, jedoch tragen die allerwenigsten den Namen Maletius. Unter ihnen befinden sich z. B. Hans Bernd Gisevius, Ferdinand Rogalla von Bieberstein, Hermann Rogalla von Bieberstein und weitere. Seit dem 16. Jh. erfolgte eine Ausbreitung der Familie innerhalb Ostpreußens. Viele Namensträger studierten an der Universität in Königsberg.

## Wappen
Die Familie Maletius gehört zur Wappengemeinschaft Jelita.

Wappen Jelita

Blasonierung des Wappens nach dem Siebmacher: „In Rot drei silbern-bespitzte goldene Turnierlanzen; zwei derselben sind ins Schrägkreuz gelegt, während die dritte gestürzte die ersteren ebenfalls kreuzt. Der gekrönte Helm mit rot-goldner Decke trägt einen wachsenden silber bewehrten silbernen Ziegenbock“ bzw. „einen wachsenden natürlichen Ziegenbock“ nach der moderneren polnischen Beschreibung.

## Bekannte Namensträger
- Hieronymus (I) Maletius (* 1525 in Neu Sandez, † 1583 in Lyck), masurischer Theologe, Drucker und herzoglich-preußischer Übersetzer und Dolmetscher für Polnisch und Russisch
- Johannes Maletius (* um 1492 in Neu Sandez, † 1567 in Lyck), masurischer Drucker, Theologe und Übersetzer der Reformationszeit
- Johann (III) Maletius (* um 1670 in Bialla, † 1738 in Johannisburg), Bürgermeister, Stadtschreiber und Richter in Johannisburg
- Martin Maletius (* 1634 in Bialla, † 1711 in Königsberg i. Pr.), Theologe